# Yoshihiro Tatsumi
Yoshihiro Tatsumi (辰巳 ヨシヒロ Tatsumi Yoshihiro?; Osaka, 10 giugno 1935 – Tokyo, 7 marzo 2015) è stato un fumettista giapponese (mangaka), ampiamente citato come iniziatore del genere di fumetti conosciuto come gekiga, termine coniato nel 1957.
I suoi primi lavori ritraggono un Giappone in rovina, occupato da soldati americani brutali, un modo dove gli uomini cadono in depressione e dove la donna si prostituisce su uno sfondo di miserie e frustrazioni sessuali .
Le sue opere sono state tradotte in varie lingue, e la casa editrice canadese Drawn and Quarterly ha avviato un progetto di pubblicazione in raccolte annuali della sua intera opera, iniziando dai primi lavori del 1969, a cura del fumettista americano Adrian Tomine. Tatsumi ha ricevuto il Japan Cartoonists Association Award nel 1972, mentre nel 2009, è stato premiato con il Premio culturale Osamu Tezuka per la sua autobiografia, intitolata A Drifting Life. Per la stessa opera gli sono stati riconosciuti inoltre vari Eisner Award (nel 2010 ed il regards sur le monde durante il Festival international de la bande dessinée d'Angoulême del 2012.
Nel 2011 è stato distribuito un lungometraggio d'animazione basato sulla sua vita e su sue alcune storie brevi. Il film, intitolato Tatsumi, è diretto da Eric Khoo.

## Opere

### Opere tradotte in italiano
- Una vita tra i margini, Bao Publishing, 15 novembre 2012, ISBN 978-8865431269.
- Tormenta nera, Bao Publishing, 23 gennaio 2014, ISBN 978-8865432051.
- Crocevia, collana Gekiga, Coconino Press, 20 ottobre 2016, ISBN 978-8876183171.
- Le lacrime della bestia, collana Gekiga, Coconino Press, 9 febbraio 2017, ISBN 978-8876183294.
- Inferno, collana Gekiga, Coconino Press, 27 luglio 2017, ISBN 978-8876183362.
- Città arida, collana Gekiga, Coconino Press, 25 gennaio 2018, ISBN 978-8876183966.
- I pescatori di mezzanotte, collana Tezuka, Oblomov Edizion, 18 maggio 2018, ISBN 978-8885621251.
- Piranha, collana Tezuka, Oblomov Edizioni, 29 agosto 2019, ISBN 978-8885621787.